# Karakia
Karakia est le mot maori pour « incantation » ou « prière ». Elles sont généralement faites pour souhaiter le bon déroulement ou résultat de quelque action et sont utilisées comme salutation formelle au début d'une cérémonie. On fait des karakia pour purifier, après leur enterrement, les maisons des personnes récemment décédées.
Selon une légende Hori Keeti enleva une malédiction sur le fleuve Waiapu au village de Ruatoria en faisant une karakia.